# Języki północnoetiopskie
Języki północnoetiopskie – podgrupa w obrębie języków etiopskich obejmująca języki: gyyz, tigre, tigrinia i dahalik.
Cechy odróżniające je od języków południowoetiopskich to:
- występowanie czasowników, które w 3. osobie liczby pojedynczej rodzaju męskiego nie mają wzdłużenia drugiej spółgłoski rdzenia
- przyczasownikowy morfem negacji i-
- rdzeń *TSʕ oznaczający „9”
- brak palatalizacji przy dołączaniu końcówki -i w 2 osobie liczby pojedynczej rodzaju żeńskiego.

Przyjmuje się, że języki północnoetiopskie są bardziej konserwatywne niż języki południowoetiopskie i mniej uległy wpływom języków kuszyckich.